# ستان ماوه
ستان ماوه (به لهستانی:  Stany Małe) یک روستا در لهستان است که در گمینا سوخوژبره واقع شده‌است.